# City Hunter (film 2024)
City Hunter (シティーハンター?, Shiti Hanta) è un film del 2024 diretto da Yûichi Satô basato sull'omonimo manga di Tsukasa Hōjō.

## Trama
Ryo Saeba è un uomo dal passato misterioso. Insieme alla sua collega Kaori Makimura, di cui è segretamente innamorato, hanno fondato l'agenzia City Hunter a Tokyo. Ogni giorno lottano contro i peggiori criminali della malavita giapponese.

## Distribuzione
Il film è stato distribuito sulla piattaforma Netflix a partire dal 25 aprile 2024.